# Withered
Withered est un groupe américain de metal extrême, originaire d'Atlanta, en Géorgie. Il est formé en 2003 par Mike Thompson et Chris Freeman. Les deux membres font également partie d'un groupe de crust punk/grindcore, Social Infestation, dans lequel joue également le bassiste de Mastodon, Troy Sanders.
Withered, compte cinq albums studio, Memento Mori (2005, Lifeforce), Folie Circulaire (2008, Prosthetic), Dualitas (2010, Prosthetic), Grief Relic (2015, Season of Mist) et Verloren (2021, Season of Mist).

## Histoire
Withered est formé en tant que concept par Mike Thompson et Chris Freeman en 2003,,. Ils font appel à Wes Kever (batterie) et Greg Hess (basse) pour compléter la formation et créer la section rythmique de Withered. Ils écrivent immédiatement 5 chansons qui sont enregistrées (3 d'entre elles sont sorties sur leur démo éponyme). En 2004, ils commencent à se produire en concert et font de nombreuses tournées sur la côte est des États-Unis. Withered signe avec Lifeforce Records en 2005 et sort Memento Mori en septembre, qui est bien accueilli par les critiques et les fans. L'album se classe également quatrième sur la liste des 40 meilleurs albums du magazine Decibel, ainsi que sur de nombreuses autres listes de fin d'année. La sortie de l'album est suivie d'une tournée britannique en première partie de Mastodon, High on Fire et Bloodsimple en décembre.
La tournée américaine de 2006 commence par une série de tournées sur la côte est et dans le Midwest pour soutenir Dismember, Grave et Vital Remains en octobre. Immédiatement après la tournée, Wes et Greg quittent tous les deux le groupe car ils avaient tous les deux fondé une nouvelle famille. Début 2007, la section rythmique de Withered est remplacée par Mike Longoria (basse, atmosphère) et Beau Brandon (batterie), qui avaient tous deux collaboré à de nombreux projets pendant plus d'une décennie. Les tournées régionales commencent presque immédiatement, et le groupe commence à travailler sur son deuxième album studio entre les tournées avec Skeletonwitch et Zoroaster,.
Withered entre en studio en février 2008 pour enregistrer Folie Circulaire avec le producteur Phillip Cope. L'album sort à la fin du mois de juin et est très bien accueilli. Withered est de nouveau cité dans de nombreuses listes de fin d'année. Ils suivent la sortie de l'album avec une tournée américaine en première partie des Suédois de Watain. La tournée se poursuit en 2009 et Withered participe au premier Scion Festival, le festival de punk hardcore et heavy metal de la Nouvelle-Angleterre, ainsi qu'au Maryland Deathfest. Withered assure la première partie de Mayhem, Cephalic Carnage et Cattle Decapitation en juin lors d'une tournée américaine. En août, ils se voient offrir une mini-tournée concert en première partie des Suédois de Marduk dans le nord-est des États-Unis. Ils passent le reste de l'année à écrire leur troisième album qui devait sortir à l'automne 2010.
L'écriture de Dualitas se poursuit début 2010, et Withered est présenté au SXSW d'Austin, Texas, en mars. Ils entrent au studio The Jam Room avec le producteur Phillip Cope en mai/juin pour enregistrer Dualitas en vue d'une sortie à l'automne. Fin octobre, ils partent en tournée pendant six semaines à travers l'Amérique du Nord pour soutenir la sortie de l'album. Une partie de cette tournée se déroule dans le cadre de la tournée Blackest of the Black de Danzig avec Possessed, Marduk et Toxic Holocaust. Cette tournée est immédiatement suivie d'une tournée avec les membres du label Skeletonwitch et Landmine Marathon.
En 2012, après une tournée estivale avec Marduk et 1349, Dylan Kilgore quitte le groupe pour se consacrer à sa famille. 6 mois plus tard, Mike Longoria quitte également le groupe, retournant chez lui au Texas. Thompson et Brandon sont rejoints par Ethan McCarthy (Primitive Man, Clinging to the Trees of a Forest Fire) à la guitare et au chant au milieu de l'année 2013. Zach Harlan (Clinging to the Trees of a Forest Fire) s'occupe de la basse en 2013 lors d'une mini-tournée avec Goatwhore et 3 Inches of Blood. Après la tournée, Thompson et Brandon terminent l'ébauche de 8 chansons pour un nouvel album. La basse est écrite/enregistrée par Colin Marston (Dysrhythmia, Krallice, Gorguts) début 2014. L'album Grief Relic sort en 2016.

## Accueil
« Si l'on peut imaginer une bande son correspondant à la lente descente d'une âme vers la folie, Folie Circulaire de Withered en serait le plus proche possible. » - Alxs Ness pour Abort Magazine.
« Avec Folie Circulaire, les outsiders du black metal Withered ont libéré l'opus de metal le plus sombre et le plus constrictif qu'Atlanta ait vu depuis Leviathan de Mastodon. Chaque fois que le groupe monte sur scène, des grooves lents et pulvérisants grincent, frappent et se construisent jusqu'à un point culminant de tambours de mitrailleuse, de head-banging d'hélicoptère et d'un grognement bestial. Alors que Mastodon était occupé à faire craquer le Skye, Withered a creusé un trou dans la terre et s'est enfoncé dans les entrailles de l'enfer pour faire entendre un rugissement épique et labyrinthique. » - Creative Loafing Best of 2009.

## Discographie

### Albums studio
- 2005 : Memento Mori
- 2008 : Folie Circulaire
- 2010 : Dualitas
- 2016 : Grief Relic
- 2021 : Verloren

### Démos
- 2004 : 2004 Demo

### Apparitions
- 2010 : Metal Swim (compilation Adult Swim)